# 芦別健夏山笠
芦別健夏山笠（あしべつ けんか やまかさ）は、毎年7月に芦別市で行われる祭りである。博多祇園山笠を見て感動した人達の手によって始められた山笠行事である。

## 概要
7月第3土曜日夕方に追い山が行われる。基本的には流（ながれ）と呼ばれる地域グループで運営され、芦別健夏山笠振興会がこれらの流を統括する。山笠に関する行事は7月に行われるが、流によっては1年を通して何らかの活動を行っている。
近年は人口減少に伴う舁き手不足や観光促進の観点から広く募集し、道内はもとより全国各地から参加する者も増えた。

## 山笠行事
- 若松取り
追い山の6日前（日曜日）夕刻に行われる。山笠行事の事実上のスタート。蘆別神社に参拝し安全を祈願する。博多祇園山笠における御汐井取りに相当。
- 祝儀山
追い山の4日前（火曜日）夕刻に行われる。全4流で1本の山笠を舁く。コースはその年の当番流が定める。
- 追い山ならし
追い山の2日前（木曜日）夕刻に行われる。市流とその他の3つの流（三流連合）による700mのタイムレース。
- 追い山
土曜日（7月第3土曜日）夕刻に行われる。3つの山笠による1.4kmのタイムレース。市流は他の流に分散して山を舁く。

## 流（ながれ）の構成
- 市流（いちながれ） - 主に芦別市役所職員で構成されている。
- 栄流（さかえながれ） - 主に芦別駅前近辺（栄町町内会）から構成。
- 北大黒流（きただいこくながれ） - あかつき・渓水町・中央団地など6町内会で構成。
- 緑幸流（りょくこうながれ） - 緑町・幸町町内会で構成。2015年より従来あった中央流・北流が合流。